# Golden Age (gruppo musicale)
I Golden Age sono stati un gruppo musicale italiano, formato a Monza nel 1989 da Morgan (Marco Castoldi) e Andy (Andrea Fumagalli).

## Storia del gruppo
A Monza, nel 1984, Marco Castoldi (in arte Morgan) conosce Andrea Fumagalli (Andy), incontro che darà vita a una lunga amicizia. Incominciano i primi lavori con il nome Lizard Mixture, nel 1988 danno vita a una nuova formazione, gli Smoking Cocks, traduzione letterale del cognome di Andy che dà vita a un ambiguo doppio senso. A completare la formazione c'è un loro amico, Fabiano Villa.
Nel 1989 ottengono un contratto dalla PolyGram, che impone il cambio del nome della band: diventano così i Golden Age (Età dell'oro in italiano). Nel 1990 esce il primo vero lavoro: Chains, seguìto dal discreto successo del primo videoclip realizzato per il singolo Secret Love. L'anno seguente la band si scioglie, portando Morgan e Andy verso i futuri Bluvertigo e Fabiano Villa verso quelli che saranno i meno fortunati Rapsodia.

## Formazione

### Ex Componenti
- Morgan - voce, basso, tastiere, sintetizzatori, Pianoforte (1989–1991)
- Andrea "Andy" Fumagalli – tastiere, sintetizzatori, sax e voce (1989–1991)
- Fabiano "Fabian" Villa - chitarre (1989-1991)

## Discografia

### Album in studio
- 1990 - Chains